# Fredericia Boldklub
Fredericia Boldklub var en dansk fodboldklub hjemmehørende i Fredericia. Klubben ophørte med at eksistere i 1953, da man fusionerede med ØB og dannede Fredericia forenede Fodboldklubber.

## Historie
Klubben blev oprettet 17. juni 1896, og nåede at spille i både den bedste, næstbedste og tredjebedste række.